# Upwey (Dorset)
Upwey es un pueblo ubicado en el sur de Dorset, Inglaterra. Emplazado sobre la ruta A354 y dentro del valle del Wey, ha sido absorbido como parte del área urbana de Weymouth. Se encuentra a unos 6 km y medio al norte del centro de aquella ciudad, en los suburbios más alejados. En 2001, su población junto con la de la cercana localidad de Broadwey era de 4.349 habitantes.
El río Wey nace al pie de una formación de tiza conocida como South Dorset Downs, situada al norte del pueblo, y fluye a través del mismo. La naciente de agua a partir de la cual se forma el río es conocida como Upwey Wishing Well y ha sido una atracción turística incluso desde la época victoriana. En la actualidad, existe una sala de té en el lugar con un jardín acuático. En el siglo XVIII, se construyó sobre el río un molino, que fue reconstruido en 1802; el molino es mencionado en The Trumpet-Major, una obra escrita por Thomas Hardy en la que también se nombra la cercana Isla de Pórtland. Upwey tiene una parroquia del siglo XIII, dedicada a San Lorenzo, y una casa señorial o manor house conocida como Upwey Manor, que pertenecía a la familia Gould.